# حسان مريود
حسان احمد مريود( 1924 - 2011) سياسي سوري سابق شغل منصب وزير الخارجية مرتين وهو ابن السياسي أحمد مريود. 